# Rábasebes
Rábasebes község Győr-Moson-Sopron vármegyében, a Csornai járásban. 1950-ig Sopron vármegyéhez tartozott.

## Fekvése
Magyarország északnyugati részén, a Rába bal partján helyezkedik el, közel a tőle nyugatra található Vág településhez és a folyó másik oldalán vele szemközt elhelyezkedő Kemenesszentpéterhez.
Közigazgatási területén, lakott területeitől északra áthalad a 8425-ös út, ezen érhető el Vág és Szany felől is. Központja vonatkozásában azonban zsáktelepülésnek tekinthető, mert csak az előbbi útból délnek kiágazó 84 133-as számú mellékúton érhető el. Vasútvonal nem érinti.

## Története
A település első írásos említése 1263-ból való, a 14. századtól birtokként a pápoci pálos rendi perjelség tulajdona. Az urasági major 1548 körül jött létre a településen. 1570 környékén Sennyey Ferenc birtokába került a terület. 1594-ben a törökök elpusztították, és 1620-ban is még lakatlan. A 17. század közepén már néhány család lakta, akik azonban nem földesuruk (a pápoci perjelség) katolikus vallását vették fel, hanem evangélikus vallásúak lettek a szomszédos Vág település protestáns leányegyháza révén; ez feltételezhetően annak köszönhető, hogy akkoriban betöltetlen volt a pápoci perjel tisztsége, helyette a birtokokat adminisztrátorok irányították, akiket csak a birtok javadalma érdekelt, népe és a nép vallása nem. A településen 1697-ben már 50 fő élt, akik közül 36 protestáns és 14 katolikus.
A kuruc időkben a falu ismét elnéptelenedett: a lakosok egy része a pestis áldozatává vált, másik része Szentpéterfára menekült. Sebest 1710-ben egyébként 26 jobbágytelek népe lakta mindössze 8-9 jobbágyházban. 1725-ben Sopron vármegye felszólította a pápoci perjelség birtokait irányító adminisztrátort, Orosz urat, hogy a korábban Szentpéterfára menekült lakosokat telepítse vissza Sebesre. 1726-ban a visszaköltözés megtörtént, megindult a falu újjáépítése, fejlődése. Minden jobbágy 50 hold szántóföldet művelt, s a birtokosukkal ugyanebben az évben kötött szerződés értelmében nem kellett robotolniuk egészen 1767-ig. 1745-ben a hasznosított földterületek közül a parasztföldek a falutól Szany felé, a rétek pedig Vág felé estek. Sebest 1780-ban II. József a soproni társaskáptalannak adományozta, aki 1901-ig maradt birtokosa a területnek. Míg 1785-ben 212 lelket és 26 házat, addig 1828-ban már 295 főt és 37 házat számlált a település; ekkorra azonban egy jobbágyra már csak 8 hold szántóföld és 8 hold rét jutott. Megindult a falu környéki erdők kivágása és szántófölddé művelése is: 1828-ig mintegy 163 hold erdőt irtottak ki, melyek területe azután irtásfölddé lett. Ezeket az irtásföldeket a birtokos 1828-ban teljes mértékben visszaváltotta. 1857-ben a településen minden telek 7 hold legelőt kapott, így a falu összesen 80 kishold legelővel bírt. Sebes lakossága tovább nőtt, 1880-ban már 327 lakos élt a településen. A soproni társaskáptalan 1851-ben erdővel és malommal is rendelkezett sebesi birtokán, melyhez 1893-ban összesen 456 katasztrális hold föld tartozott.
Rábasebes mindhárom, a Habsburg Birodalom területéről készült katonai felmérés térképén szerepel.
A 20. század elején birtokosváltásra került sor: a soproni káptalantól 1901-ben sárvár-felsővidéki gróf Széchényi Jenő (1836–1911) vásárolta meg a rábasebesi birtokot, melyre a ma is látható kastélyt 1903–1904-ben építtette. 1911-ben 414 katasztrális hold földterület tartozott a család birtokához Rábasebesen, amit még ebben az évben a tulajdonos halálával fia, sárvár-felsővidéki gróf Széchényi Jenő (1872–1935) örökölt meg. Habár nincs adat arra nézve, hogy pontosan mikortól, de 1925-ben már biztosan nem a Széchényi család a birtoktulajdonos: vélhetően valamivel 1923 előtt eladták. Csak feltételezik, hogy ezután egy ideig a gróf feleségének családjáé, a zsadányi és törökszentmiklósi gróf Almásy családé volt a kastély és a birtok. 1926-ban viszont már biztosan Dobos Gábor, Vág korábbi jegyzője a tulajdonos. 1935-re a kastélyhoz már csak kevesebb, mint 100 katasztrális hold nagyságú földbirtok tartozott. A kastély és birtokainak következő tulajdonosa a második világháború végéig a pfanenbergi és graefendorfi báró Wildburg család lett, akik a háború végén elhagyták a kastélyt.
A második világháborúban a szovjetek az 1945. március 27-ről 28-ra forduló éjszakán keltek át a Rábán: egy részük Marcaltőtől délnyugatra, másik részük Várkesző és Kemenesszentpéter között, s ez utóbbiak egyből el is foglalták Vágot és Rábasebest. A világháborúban 15 sebesi halt meg; emlékükre közadakozásból egy nevüket felsoroló márványtáblát készíttetett a falu.
1950-től Rábasebesen önálló községi tanács működött, amely később megszűnt. A település közigazgatási önállóságát csak az 1990-es választásokat követően nyerte vissza. 1953-ban megalakult az első termelőszövetkezet (tsz) Rábasebesen, de mellette akkor még termelői csoportok is léteztek; ennek az állapotnak az 1959-es teljes tsz-esítés vetett véget. A rábasebesi tsz aztán az 1960-as években társult a szanyi Dózsa Tsz-szel, mely együttműködés még 1998-ban is fennállt.

## Közélete

### Polgármesterei
- 1990–1994: Ivék Ferenc (független)[7]
- 1994–1998: Ivék Ferenc (független)[8]
- 1998–2002: Ivék Ferenc (független)[9]
- 2002–2006: Mizser Edit (független)[10]
- 2006–2010: Mizser Edit (független)[11]
- 2010–2014: Mizser Edit (független)[12]
- 2014–2019: Mizser Edit (független)[13]
- 2019–2024: Dr. Gasztonyi Zoltán (független)[14]
- 2024– : Pető Zsolt (független)[1]

## Népesség
A település népességének változása:
| Lakosok száma | 65   | 64   | 54   | 80   | 77   | 76   | 76   |
|               | 2013 | 2014 | 2015 | 2021 | 2022 | 2023 | 2024 |

A 2011-es népszámlálás során a lakosok 93,3%-a magyarnak mondta magát (6,7% nem nyilatkozott). A vallási megoszlás a következő volt: római katolikus 81,3%, református 1,3%, evangélikus 1,3%, felekezeten kívüli 1,3% (14,7% nem nyilatkozott).
2022-ben a lakosság 92,2%-a vallotta magát magyarnak, 1,3% németnek, 1,3% cigánynak (7,8% nem nyilatkozott; a kettős identitások miatt a végösszeg nagyobb lehet 100%-nál). Vallásuk szerint 49,4% volt római katolikus, 2,6% evangélikus, 1,3% református, 6,5% felekezeten kívüli (40,3% nem válaszolt).

## Látnivalók
- Széchényi-kastély
- római katolikus templom (Nepomuki Szent János-templom)[17]